# Nagroda im. Karola Miarki
Nagroda im. Karola Miarki – nagroda przyznawana od 1983 roku osobom indywidualnym za upowszechnianie kultury i nauki na Górnym Śląsku. W roku 2010 wyjątkowo nagroda przyznana została Radzie Gminy Pawłowice i społeczności Pielgrzymowic. Początkowo wyróżnienie nadawali wojewodowie czterech województw: bielskiego, częstochowskiego, katowickiego i opolskiego. Od roku 1999 nagroda przyznawana jest przez zarząd województwa śląskiego, a od roku 2006 także przez zarząd województwa opolskiego. Każde województwo posiada własny regulamin nagrody. Uroczystość wręczenia wyróżnień laureatom organizowana jest wspólnie przez oby dwa województwa i odbywa się co roku z okazji rocznicy urodzin patrona wyróżnienia – Karola Miarki.

## Laureaci

### 1983
Jan Tacina, Sławomir Folfasiński, Józef Kachel i Stefania Mazurek

### 1984
Józef Mikś, Franciszek Sobalski, Witold Nawrocki i Piotr Świerc

### 1985
Edmund Rosner, Jan Pietrzykowski, Aleksander Widera i Franciszek Adamiec

### 1986
Edward Buława, Mieczysław Stańczyk, Wilhelm Szewczyk i Franciszek Antoni Marek

### 1987
Józef Pilch, Andrzej Skalski, Jan Waleczek i Dorota Simonides

### 1988
Władysław Oszelda, Janusz Płowecki, Tadeusz Kijonka i Zbyszko Bednorz

### 1989
Robert Danel, Rajmund Piersiak, Stanisław Hadyna i Jan Goczoł

### 1990
Jerzy Polak, Aleksander Jaśkiewicz, Stanisław Tkocz i Waleria Nabzdyk

### 1991
Ewa Chojecka, Aleksander Markowski, Krystyna Heska-Kwaśniewicz i Paweł Kozerski

### 1992
Alicja i Eugeniusz Paduchowie, Marian Duda, Jerzy Zieliński i Lutosława Malczewska

### 1993
Jerzy Kronhold, Stefan Sygit, Henryk Mikołaj Górecki i Alojzy Wierzgoń 

### 1994
Jan Krop, Jan Golonka, Zygmunt Brachmański i Alfons Nossol

### 1995
Franciszek Suknarowski, Mieczysław Tkacz, Andrzej Jasiński i Adolf Warzok

### 1996
Tadeusz Trębacz, Jadwiga Wosik, Jan Wincenty Hawel i Michał Lis

### 1997
Leon Miękina, Jerzy Kędziora, Józef Śliwiok i Wiesław Lesiuk

### 1998
Jan Malicki, Alina Świeży, Ireneusz Skubiś i Teresa Smolińska

### 1999
Marceli Antoniewicz, Janina Marcinkowa i Damian Zimoń

### 2000
Antoni Halor, Alojzy Kopoczek i Krzysztof Wielgut

### 2001
Antoni Gładysz, Wiesław Głowacz i Andrzej J. Zakrzewski

### 2002
Julian Gembalski, Ryszard Kincel i Jan Związek

### 2003
Andrzej Kalinin, Wojciech Kilar i Michał Kliś

### 2004
Józef Budniak, Adam Mroczek i Marek Plura

### 2005
Marian Głowacki, Andrzej Koniakowski i Maria Lipok-Bierwiaczonek 

### 2006
Józef Broda, Janusz Hereźniak, Jerzy Moskal i Krzysztof Spałek

### 2007
Krystyna Bochenek, Karol Cebula, Juliusz Sętowski, Adam Suchoński i Jan Szymik

### 2008
Andrzej Balcerek, Małgorzata Kiereś, Józef Musioł, Stanisław S. Nicieja i Ryszard Szwed

### 2009
Cecylia Heller, Jan Marian Kopiec, Grażyna Barbara Szewczyk, Marek Trombski i Dariusz Złotkowski

### 2010
Tadeusz Borutka, Harry Duda, Stanisław Jałowiecki, Wanda Malko, Tadeusz Szurman, Damian Galusek, Rada Gminy Pawłowice i społeczność Pielgrzymowic

### 2011
Stanisław Gajda, Michał Józef Lubina, Idzi Panic, Robert Rauziński i Zofia Rozanow

### 2012
Róża Bednorz, Henryk Buszko, Jerzy Skubis, Aleksander Spyra i Bolesław Rakoczy

### 2013
Stanisława Sochacka, Zbigniew Kościów, Andrzej Linert, Wojciech Świątkiewicz i Bogdan Wszołek

### 2014
Roman Sękowski, Andrzej Hanich, Bogusław Szybkowski, Eugeniusz Knapik, Waleria Owczarz i Elżbieta Hurnik

### 2015
Paweł Anweiler, Mieczysław Chorąży, Jerzy Mizgalski, Danuta Kisielewicz i Urszula Zajączkowska

### 2016
Zuzanna Kawulok, Mirosława Knapik, Marek Masnyk, Elżbieta Wróbel i Zbigniew Zielonka

### 2017
Andrzej Niedoba, Marian Niemiec, Mirosław Zwoliński, Urszula Łangowska-Szczęśniak, Tadeusz Chrobak, Jacek Wawrzynek

### 2018
Alojzy Lysko, Krzysztof Wójcik, Adam Palion, Violetta Rezler-Wasielewska, Janusz Jerzy Wójcik, Piotr Maniurka

### 2019
Józef Szypuła, Krystian Gałuszka, Zbisław Janikowski

### 2020
Mirosław Lenart, Jarosław Gałęza

### 2021
Bogdan Kloch